# جاکوپو راواسی
جاکوپو راواسی (انگلیسی: Jacopo Ravasi؛ زادهٔ ۸ فوریهٔ ۱۹۸۷) بازیکن فوتبال اهل ایتالیا است.
از باشگاه‌هایی که در آن بازی کرده‌است می‌توان به باشگاه فوتبال اینتر میلان، باشگاه فوتبال لوتسرن، و باشگاه فوتبال یو. اس. پرگولیتزه اشاره کرد.